# گاگیک مکرتچیان (روزنامه‌نگار)
گاگیک سپارتاکی مکرتچیان (ارمنی: Գագիկ Սպարտակի Մկրտչյան؛ زادهٔ ۱۸ سپتامبر ۱۹۶۰) روزنامه‌نگار، مجری تلویزیونی اهل ارمنستان است.

## زندگی‌نامه
وی در ۱۸ سپتامبر ۱۹۶۰ در ایروان به دنیا آمد و از دانشگاه دولتی اقتصاد ارمنستان فارغ‌التحصیل گشت. وی برنده جوایزی همچون مدال موسس خورناتسی است.